# Gerhard M. Hotop
Gerhard M. Hotop (* 25. Juni 1924 in München; † 21. Januar 2014 ebenda) war ein deutscher Grafikdesigner. Er lebte in München-Schwabing und war seit 1951 mit Margarete Tittes verheiratet. Mit dieser hatte er vier Töchter.

## Beruf

Schutzumschlag: Schwarzer Orpheus (1954)

Nach Kriegsdienst und Gefangenschaft machte G. M. Hotop 1947 bis 1949 seine Ausbildung zum Gebrauchsgrafiker u. a. bei Emil Preetorius in München. Ab 1948 arbeitete er als selbständiger Grafiker, vor allem als Buchgrafiker und Illustrator.
G. M. Hotop stattete rd. 5000 Bücher aus (Schutzumschlag, Illustrationen, Verlagsprospekte, Plakate, Typographie).
Er arbeitete für viele renommierte deutsche Verlage, u. a. Wilhelm Andermann Verlag, Verlag C. H. Beck, Benziger, Bertelsmann, Verlag Braun & Schneider, Brockhaus, C. C. Buchner, Büchergilde Gutenberg, Bücher der 19, Desch, Diederichs, Don Bosco Verlag, Droemer Knaur, Ehrenwirth Verlag, S. Fischer Verlag, Goverts, Gräfe und Unzer, Carl Hanser Verlag, Ernst Heimeran, Herder Verlag, Kiepenheuer & Witsch, Kösel Verlag, Langewiesche-Brandt, Paul List Verlag, Mohn, Nymphenburger Verlag, Oldenbourg Verlag, Piper Verlag, Rütten & Loening, Stahlberg Verlag, Verlag Gerhard Stalling, Steingrüben, Ullstein Verlag.
Von 1960 bis 1961 gestaltete er Plakate, Publikationen und die zweibändige Dokumentation für den Eucharistischen Weltkongress in München.
Von 1967 bis 1982 arbeitete G. M. Hotop als freier Mitarbeiter des Siedlungsverbandes Ruhrkohlenbezirk (heute Regionalverband Ruhr), Abteilung Öffentlichkeitsarbeit, (Konzepte, Prospekte, Veröffentlichungen, Plakate).
Im Jahr 1969 war G. M. Hotop Mitbegründer der Arbeitsgruppe TEAM 70 (1978 bis 1993 Geschäftsführender Gesellschafter), verantwortlich für Konzeption und Design. Als Werbeagentur, Agentur für Kommunikation und Public Relations kreierte das TEAM 70 (G. M. Hotop) einen neuen Kampagnen-Stil in den Wahlkämpfen der Parteien CSU, CDU Baden-Württemberg, CDU Krefeld, ÖVP Salzburg und für andere politische Institutionen, wie Hanns-Seidel-Stiftung. TEAM 70 führte Kampagnen zur Volkszählung, zur Kriminalprävention durch und arbeitete für verschiedene Ministerien in Bund und Länder. TEAM 70 gestaltete das Corporate Design, Anzeigen, Plakate für verschiedene Institutionen und Unternehmen, wie Bayernwerk AG, Bayerisches Rotes Kreuz, ABZ Essen, Flughafen München, Lodenfrey-Werke, Bekleidungshaus Hirmer in München.

## Auszeichnungen
- 1953, 1954, 1959, 1960, 1961, 1962, 1968 vertreten bei der Prämierung Die Schönsten Deutschen Bücher
- 1961 Typo mundus I
- 1963 Typo mundus 20
- 1958, 1959, 1960, 1961, 1970 Prämierungen bei "Der Werbende Umschlag"
- 1971 Vertreten mit Arbeiten bei "Grafik Design Deutschland 69/70"

## Ausstellungen
Ab 1956 war G. M. Hotop ständig bei Buchkunstausstellungen in der BRD und im Ausland vertreten, sowie bei Wanderausstellungen des Goethe-Instituts und Deutscher Kulturinstitute im Ausland, z. B.
- 1956 Städtische Galerie im Lenbachhaus, München
- 1959 Buchkunst, Leipzig
- 1961 Buchkunst, Beirut
- 1961 Klingspor-Museum, Offenbach am Main
- 1962 Kunstbibliothek, Berlin
- 1962 Deutsches Kulturinstitut, Kairo
- 1967 Einzelausstellung bei Lugert, Karlsruhe
- 1968 Ausstellung von freien und angewandten Arbeiten in der Galerie Gurlitt, München
- 1970 vertreten mit Wahlplakaten bei der Ausstellung Politische Plakate der Gegenwart im Münchner Stadtmuseum

## Familienbande
Urgroßväter von Gerhard M. Hotop waren Johann Robert von Capitain, Johann Georg von Steidle und Ernst von Raven.
Sein Onkel war Luitpold Steidle, sein Neffe ist Rainald Goetz, sein Schwager war Hans-Reinhard Müller.
Ein Großonkel war der Kirchenarchitekt Richard Steidle.